# Bisdom Saint Thomas
Het bisdom Saint Thomas (Latijn: Dioecesis Sancti Thomae in Insulis Virgineis; Engels: Diocese of Saint Thomas) is een rooms-katholiek bisdom met zetel in Charlotte Amalie op de Amerikaanse Maagdeneilanden. Het bisdom behoort tot de kerkprovincie Washington en is het enige suffragane bisdom van het aartsbisdom Washington.

## Geschiedenis
Op 30 april 1960 richtte paus Johannes XXIII met de bul Cum apostolicus de territoriale prelatuur van de  Maagdeneilanden op. Daarvoor maakte dit gebied deel uit van het aartsbisdom San Juan de Puerto Rico. Op 12 oktober 1965 werd de prelatuur suffragaan aan Washington. Op 20 april 1977 verhief paus Paulus VI de prelatuur met de bul Animarum utilitatis tot bisdom met de naam Saint Thomas. De patronen van het bisdom zijn Petrus en Paulus.

## Bisschoppen
- 1960-1985: Edward John Harper CSsR (tot 1977 prelaat)
- 1985-1992: Seán Patrick O'Malley OFMCap (vervolgens bisschop van Fall River)
- 1993-1999: Elliot Griffin Thomas
- 1999-2007: George Vance Murry SJ (vervolgens bisschop van Youngstown)
- 2008-heden: Herbert Armstrong Bevard

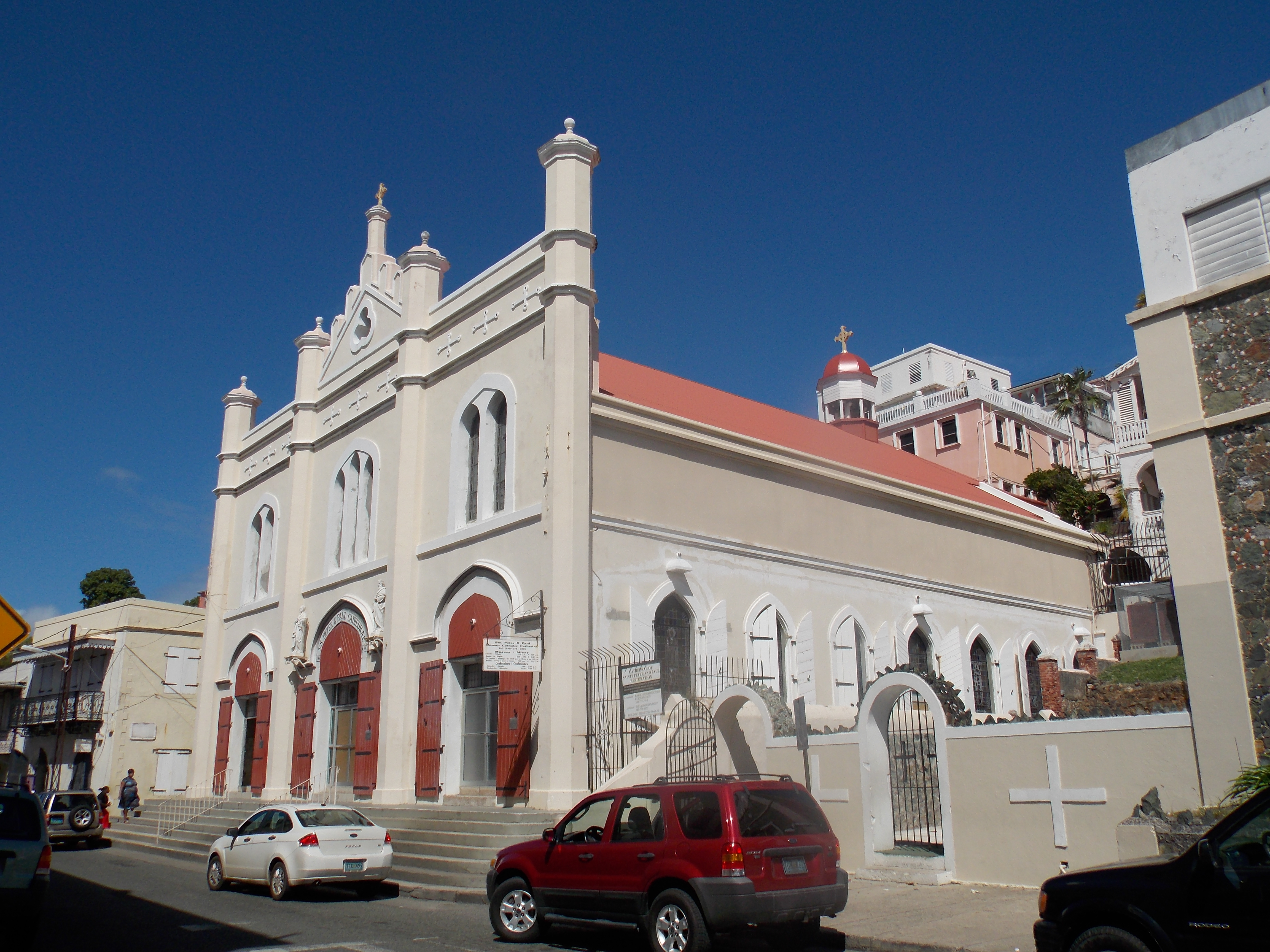
Kathedraal van Saint Thomas